# Oscar Holter
Oscar Thomas Holter, född 6 oktober 1986 i Degerfors, är en svensk låtskrivare och musikproducent. Han är en del av låtskrivarkollektivet Wolf Cousins som grundades av Max Martin och Shellback.  
Oscar har sedan dess skrivit och producerat låtar åt artister som The Weeknd, Coldplay, P!NK, Taylor Swift, Charli XCX, Tove Lo, Troye Sivan, Shirley Clamp och Katy Perry.  
Tillsammans med Max Martin skrev och producerade han låten "Blinding Lights" till The Weeknd. Låten har toppat Billboard Hot 100 och har legat etta i trettiotvå länder, inklusive Tyskland (10 veckor), Storbritannien (8 veckor) och Australien (11 veckor). Dessutom har den strömmats över 3,3 miljarder gånger på Spotify. "Blinding Lights" slog även radiorekord i USA under 2020 genom att toppa Billboard's lista Radio Songs i över 19 veckor; därmed slog man Goo Goo Dolls 22 år gamla rekord med låten "Iris".    
I september 2020 prisades Oscar Holter med The Grand Prize på Denniz Pop Awards, för sina stora internationella framgångar under året.  
Den 23 september 2021 mottog Holter den svenska regeringens musikexportpris 2020 med orden: Oscar Holter tillhör popvärldens mest framgångsrika kompositörer och är ett utmärkt exempel på de enastående internationella framgångar som gjort Sverige till en av världens främsta musiknationer.

## Låtskrivar- och producentmedverkan
| Titel                                            | År   | Artist             | Album                                | Medverkan             |
| ------------------------------------------------ | ---- | ------------------ | ------------------------------------ | --------------------- |
| "Love Me Like You Hate Me"                       | 2010 | Tone Damli         | Cocool                               | Co-writer             |
| "Lightbringer" (featuring Necro Facility)        | 2011 | Covenant           | Modern Ruin                          | Co-writer/Co-producer |
| "This Time Love Is For Real"                     | 2011 | Sanna Nielsen      | I'm in Love                          | Co-writer             |
| "Take Me Home"                                   | 2011 | Sanna Nielsen      | I'm in Love                          | Co-writer             |
| "Let There Be Love"                              | 2012 | Christina Aguilera | Lotus                                | Co-writer             |
| "Free World"                                     | 2013 | Miyavi             | Miyavi                               | Co-producer           |
| "Alone With Me"                                  | 2014 | Cher Lloyd         | Sorry I'm Late                       | Co-writer/Producer    |
| "A Town Called Paradise" (featuring Zac Barnett) | 2014 | Tiësto             | A Town Called Paradise               | Co-producer           |
| "Let's Go" (featuring Icona Pop)                 | 2014 | Tiësto             | A Town Called Paradise               | Co-writer/Co-producer |
| "Should've Been Us"                              | 2015 | Tori Kelly         | Unbreakable Smile                    | Co-writer/Co-producer |
| "Evil in The Night"                              | 2015 | Adam Lambert       | The Original High                    | Co-writer/Co-producer |
| "Things I Didn't Say"                            | 2015 | Adam Lambert       | The Original High                    | Co-writer/Co-producer |
| "Lies"                                           | 2015 | Hilary Duff        | Breathe In. Breathe Out.             | Co-writer/Co-producer |
| "Run Away with Me"                               | 2015 | Carly Rae Jepsen   | E-MO-TION                            | Co-writer             |
| "Jinx"                                           | 2015 | DNCE               | Swaay EP                             | Co-writer             |
| "Love Myself"                                    | 2015 | Hailee Steinfeld   | Haiz EP                              | Co-writer/Co-producer |
| "You're Such A"                                  | 2015 | Hailee Steinfeld   | Haiz EP                              | Co-producer           |
| "Rock Bottom" (solo / featuring DNCE)            | 2015 | Hailee Steinfeld   | Haiz EP                              | Co-producer           |
| "Hell Nos and Headphones"                        | 2015 | Hailee Steinfeld   | Haiz EP                              | Co-producer           |
| "Just Like Fire"                                 | 2016 | Pink               | Alice Through the Looking Glass: OST | Co-writer/Co-producer |
| "Hair Up" (with Gwen Stefani & Ron Funches)      | 2016 | Justin Timberlake  | Trolls: Original Movie Soundtrack    | Co-writer/Co-producer |
| "Fuck Apologies" (featuring Wiz Khalifa)         | 2016 | JoJo               | Mad Love                             | Co-writer/Co-producer |
| "Lady Wood"                                      | 2016 | Tove Lo            | Lady Wood                            | Co-writer/Co-producer |
| "True Disaster"                                  | 2016 | Tove Lo            | Lady Wood                            | Co-writer/Producer    |
| "Doctor You"                                     | 2016 | DNCE               | DNCE                                 | Co-writer/Co-producer |
| "Blown" (featuring Kent Jones)                   | 2016 | DNCE               | DNCE                                 | Co-writer/Co-producer |
| "Be Mean"                                        | 2016 | DNCE               | DNCE                                 | Co-writer/Co-producer |
| "Breathe"                                        | 2017 | Astrid S           | Party's Over                         | Co-writer/Producer    |
| "Bon Appétit" (featuring Migos)                  | 2017 | Katy Perry         | Witness                              | Co-writer/Producer    |
| "Secrets"                                        | 2017 | Pink               | Beautiful Trauma                     | Co-writer/Producer    |
| "Dancing With Our Hands Tied"                    | 2017 | Taylor Swift       | Reputation                           | Co-writer/Co-producer |
| "Bloom"                                          | 2018 | Troye Sivan        | Bloom                                | Co-writer/Producer    |
| "Dance to This" (featuring Ariana Grande)        | 2018 | Troye Sivan        | Bloom                                | Co-writer/Producer    |
| "1999" (with Troye Sivan)                        | 2018 | Charli XCX         | Charli                               | Co-writer/Producer    |
| "Timebomb"                                       | 2019 | Walk the Moon      |                                      | Co-writer/Producer    |
| "Don't Feel Like Crying"                         | 2019 | Sigrid             | Sucker Punch                         | Co-writer/Producer    |
| "Enjoy Your Life"                                | 2019 | Marina             | Love + Fear                          | Co-writer/Co-producer |
| "True"                                           | 2019 | Marina             | Love + Fear                          | Co-writer             |
| "Blinding Lights"                                | 2019 | The Weeknd         | After Hours                          | Co-writer/Co-producer |
| "In Your Eyes"                                   | 2020 | The Weeknd         | After Hours                          | Co-writer/Co-producer |
| "Hardest to Love"                                | 2020 | The Weeknd         | After Hours                          | Co-writer/Co-producer |
| "Scared to Live"                                 | 2020 | The Weeknd         | After Hours                          | Co-writer/Co-producer |
| "Save Your Tears"                                | 2020 | The Weeknd         | After Hours                          | Co-writer/Co-producer |
| "Cry About It Later"                             | 2020 | Katy Perry         | Smile                                | Co-writer/Producer    |
| "Higher Power"                                   | 2020 | Coldplay           | Music of the Spheres                 | Co-writer/Co-producer |
| "Coloratura"                                     | 2020 | Coldplay           | Music of the Spheres                 | Co-writer/Co-producer |
| "My Universe" feat. BTS                          | 2020 | Coldplay           | Music of the Spheres                 | Co-writer/Co-producer |
| "Take My Breath"                                 | 2020 | The Weeknd         | Dawn FM                              | Co-writer/Co-producer |
| "Good Ones"                                      | 2020 | Charli XCX         | TBA                                  | Co-writer/Co-producer |